# Muricaria prostrata
Muricaria es un género monotípico de planta fanerógamas perteneciente a la familia Brassicaceae. Su única especie: Muricaria prostrata es originaria del Norte de África.

## Taxonomía
Muricaria prostrata fue descrita por (Desf.) Desv. y publicado en Journal von Brasilien, oder Vermischte Nachrichten aus Brasilien, auf Wissenschaftlichen Reisen Gesammelt 3: 159. 1815.
Sinonimia
- Bunias prostrata Desf.	basónimo
- Muricaria battandieri Hochr.	[3]